# Quận Kauai, Hawaii
Quận Kauai là một quận nằm trong tiểu bang Hawaii, Hoa Kỳ. Quận bao gồm các đảo Kauai, Niihau, Lehua, và Kaula, trong tiểu bang Hawaii. Theo điều tra dân số năm 2000, quận có dân số 58.463 người. Quận lỵ là Lihue.6
Theo Cục điều tra dân số Hoa Kỳ, quận có tổng diện tích là 1.266 dặm vuông (3.280 km ²), trong đó, 622 dặm vuông (1.612 km ²) là đất và 644 dặm vuông (1.668 km ²) của nó (50,85%) là diện tích mặt nước. Thái Bình Dương bao quanh quận.